# Lê Quang Liêm
Lê Quang Liêm (ur. 13 marca 1991 w Ho Chi Minh) – wietnamski szachista, arcymistrz od 2006 roku.

## Kariera szachowa
Jest trzykrotnym medalistą mistrzostw świata juniorów: złotym (Belfort 2005, do 14 lat) oraz dwukrotnie srebrnym (Oropesa del Mar 2001, do 10 lat i Chalkidiki 2003, do 12 lat). W 2004 r. zdobył tytuł mistrza Azji juniorów do lat 14, a w następnym roku podzielił I m. (wspólnie z S. Arunem Prasadem) w grupie do lat 16. W latach 2006 i 2008 wystąpił na szachowych olimpiadach, natomiast w 2005 i 2008 reprezentował Wietnam w drużynowych mistrzostwach Azji, zdobywając 4 medale (drużynowo srebrny i brązowy oraz dwa złote za wyniki indywidualne). W 2007 r. zdobył awans do Pucharu Świata, w I rundzie przegrywając z Andriejem Wołokitinem.
Normy na tytuł arcymistrzowski wypełnił w 2005 (w Manili) oraz 2006 r. (na olimpiadzie w Turynie oraz w Budapeszcie, zwyciężając w turnieju First Saturday FS07 GM). W 2007 r. zwyciężył w rozegranym w Phú Quốc turnieju strefowym, a w 2008 r. podzielił I m. (wspólnie m.in. z Buenaventura Villamayorem i Li Chao) w otwartym turnieju w Subic Bay Freeport. W 2009 r. zajął I m. w Kalkucie, natomiast w 2010 r. odniósł życiowy sukces, samodzielnie zwyciężając w turnieju Aerofłot Open w Moskwie. Dzięki temu sukcesowi wystąpił w turnieju elity Dortmunder Schachtage w Dortmundzie, zajmując II miejsce (za Rusłanem Ponomariowem, m.in. przed Władimirem Kramnikiem i Szachrijarem Mammedjarowem). W 2011 r. ponownie odniósł sukces w turnieju Aerofłot Open, dzieląc I m. wspólnie z Nikitą Witiugowem i Jewgienijem Tomaszewskim. Zwyciężył również (wspólnie z Wasylem Iwanczukiem) w rozegranym w Hawanie memoriale José Raúla Capablanki. W 2013 r. zdobył w Chanty-Mansyjsku tytuł mistrza świata w szachach błyskawicznych. W 2015 r. zwyciężył w rozegranym w Baku turnieju strefowym (eliminacji do turnieju o Pucharu Świata) oraz w turnieju HDBank Cup w Ho Chi Minh.
Jest pierwszym w historii wietnamskim szachistą, który przekroczył granicę 2700 punktów rankingowych. Najwyższy ranking w karierze osiągnął 1 sierpnia 2017 r., z wynikiem 2739 punktów zajmował wówczas 23. miejsce na światowej liście FIDE.